# Валютные ценности
Валютные ценности — набор определённых валютных активов. В отношении валютных ценностей устанавливаются особые методы валютного регулирования и валютного контроля. Понятие было введено в СССР с целью регламентации операций с этими финансовыми, валютными активами.
Определение понятия «валютные ценности» менялось по мере развития экономики и валютно-кредитных отношений.

## Историческое содержание понятия валютных ценностей

### В Союзе ССР
Первыми декретами советской власти была введена государственная валютная монополия. В соответствии с данным принципом, право на совершение сделок с валютными ценностями на территории СССР предоставлялось ограниченному кругу государственных ведомств и организаций при фактически полном запрете на участие в них советских граждан. При этом вся организационно-правовая система управления валютными отношениями была построена таким образом, что возможность несанкционированного участия в них юридических лиц абсолютно исключалась. Соответственно, субъектами нарушений правил о валютных операциях являлись только физические лица (как должностные, так и частные), а сами нарушения рассматривались, в первую очередь, как уголовные преступления.
Ответственность за нарушение правил о валютных операциях в советском уголовном законодательстве последовательно ужесточалась, вплоть до введения в начале 60-х годов исключительной меры наказания — смертной казни — за спекуляцию валютными ценностями или ценными бумагами в виде промысла или в крупных размерах, а равно нарушение правил о валютных операциях лицом, ранее осужденным за такие же преступления (Указ Президиума Верховного Совета СССР от 1 июля 1961 г. «Об усилении уголовной ответственности за нарушение правил о валютных операциях» и Закон РСФСР от 25 июля 1962 г. «О внесении изменений и дополнений в Уголовный кодекс РСФСР»).
Возможность совершения гражданами сделок с валютными ценностями была впервые законодательно закреплена Указом Президиума Верховного Совета СССР от 30 ноября 1976 «О сделках с валютными ценностями на территории СССР». Участие физических лиц в валютных операциях разрешалось в следующих случаях:
...дарение валютных ценностей близким родственникам, завещание и приобретение по праву наследования валютных ценностей, сделки купли — продажи, обмена и дарения в целях коллекционирования единичных экземпляров монет, а также расчеты в иностранной валюте и иными валютными ценностями при оплате товаров и услуг в уполномоченных магазинах и организациях...
В то же время согласно Постановлению Пленума Верховного Суда СССР от 18 апреля 1980 г. N 3, «спекуляция валютными ценностями» продолжала рассматриваться как посягательство на валютную монополию Советского государства и относились к категории тяжких преступлений.
Применительно к 1980-м годам, валютными ценностями в СССР являлись: иностранная валюта (банкноты, казначейские билеты, монеты); платежные документы (чеки, векселя, аккредитивы и др.) и фондовые ценности (акции, облигации); банковские платежные документы в рублях (чеки и др.), приобретаемые за иностранную валюту с правом обращения их в такую валюту; драгоценные металлы — золото, серебро, платина и металлы платиновой группы в любом виде и состоянии, за исключением ювелирных и других бытовых изделий из этих металлов и лома таких изделий; природные драгоценные камни в сыром и обработанном виде (алмазы, бриллианты, рубины, изумруды, сапфиры, жемчуг), за исключением ювелирных и других бытовых изделий из этих камней и лома таких изделий.
За нарушение правил о валютных операциях, а также за спекуляцию валютными ценностями или ценными бумагами предусматривалась ответственность вплоть до лишения свободы на срок до восьми лет (а за те же действия, совершённые лицом, ранее судимым за эти преступления, а также за спекуляцию валютными ценностями или ценными бумагами в крупных размерах — вплоть до высшей меры наказания (смертной казни)).
Тем не менее, мелкие незаконные валютные операции, согласно ст 153 КоАП РСФСР, карались лишь штрафом до 50 рублей, с конфискацией валюты.

### В переходное время
В соответствии с первой редакцией закона «О валютном регулировании и валютном контроле» к валютным ценностям относились:
- иностранная валюта;
- ценные бумаги, номинированные в иностранной валюте;
- драгоценные металлы — золото, серебро, платина и металлы платиновой группы (палладий, рутений, родий, иридий, осмий) в любом виде и состоянии, за исключением ювелирных и других бытовых изделий, а также лома таких изделий;
- природные драгоценные камни — алмазы, рубины, изумруды, сапфиры, александриты в сыром и обработанном виде, а также жемчуг, за исключением ювелирных и других бытовых изделий из этих камней и лома этих изделий..

### В современной России
В процессе дальнейшей либерализации внешнеэкономической деятельности 10 декабря 2003 г. был принят новый Федеральный закон, в котором драгоценные металлы и драгоценные камни исключены из понятия валютные ценности.
В соответствии с последней редакцией закона к валютным ценностям относятся:
1. иностранная валюта;
2. внешние ценные бумаги:
  1. эмиссионные ценные бумаги, номинальная стоимость которых указана в не валюте Российской Федерации или выпуск которых зарегистрирован в не Российской Федерации;
  2. иные ценные бумаги, не удостоверяющие право на получение валюты Российской Федерации, не выпущенные на территории Российской Федерации;